# Gary Shteyngart
Gary Shteyngart, nato Igor Semyonovich Shteyngart (Leningrado, 5 luglio 1972), è uno scrittore statunitense. La maggior parte delle sue opere sono di carattere satirico e ambientate in un mondo immaginario, nel quale sono però presenti molti elementi del mondo reale.

## Biografia
Shteyngart passò i primi sette anni della sua infanzia vivendo in una piazza dominata da una grande statua di Vladimir Lenin in quella che oggi è San Pietroburgo. Shteyngart descrive la sua famiglia come tipicamente Sovietica. Suo padre lavorava come ingegnere in una fabbrica di macchine fotografiche della Lomo; sua madre era una pianista. Emigrarono negli Stati Uniti nel 1979. Shteyngart crebbe senza televisione e non parlava inglese; non perse il suo accento russo fino all'età di quattordici anni.
Dopo un breve ritorno in Russia, un viaggio a Praga lo aiutò a scrivere il suo primo romanzo, ambientato nella fittizia città europea di Prava. Si diplomò alla Stuyvesant High School a New York, si laureò in scienze politiche all'Oberlin College in Ohio e all'Hunter College della City University of New York, dove si guadagnò un MFA in scrittura creativa. Shteyngart ora vive a Manhattan nel Lower East Side, ha insegnato scrittura creativa all'Hunter College e alla Columbia University, mentre oggi insegna alla Princeton University.
Gary Shteyngart è stato un Citigroup Fellow all'Accademia Americana di Berlino nell'autunno del 2007.
I romanzi di Shteyngart sono Il manuale del debuttante russo (2003), Absurdistan (2006), Storia d'amore vera e super triste (2010) tra i 10 migliori libri del 2010 secondo il "New York Times", ed altre sue opere sono state pubblicate nel The New Yorker, Granta, Travel and Leisure e The New York Times. Un terzo romanzo, ambientato ad Albany nel 2040, ha come protagonista Jerry Shteynfarb, un profugo russo insegnante di scrittura è una nemesi del personaggio principale di Absurdistan.

## Opere
- Il manuale del debuttante russo (2003)
- Absurdistan (2006) Guanda
- Storia d'amore vera e supertriste (2010) Guanda
- Mi chiamavano piccolo fallimento (2014) Guanda
- Destinazione America (2019) Guanda
- La casa sulla collina (2022) Guanda